# Кемальпашазаде
Кемальпашазаде Ахмет Шемсеттин Эфенди (тур. Kemalpaşazâde; 15 мая 1469, Эдирне, Токат или Амасья, Османская империя — 16 апреля 1534, Стамбул, Османская империя — османский шейх аль-ислам, учёный-богослов, историк, религиовед, юрист, прозаик и поэт, педагог, профессор.

## Биография
Настоящее имя ученого — Шемседдин Ахмед, но его стали называть Кемальпашазаде, Кемальпашаоглу или Ибн Кемаль в честь его деда Кемаль-паши. Ашик Челеби сообщал, что Кемаль-паша был в какое-то время  лалой шехзаде Баязида. Автор "Истории Амасьи" Хусейн Хусамеддин утверждал, что это было в 870 (1465/66), когда  Баязид жил в Амасье. Хусейн Хусамеддин полагал, что Кемаль-паша умер в Амасье в 875 (1470/71) году, но, согласно дефтерам (записям) вакуфов Стамбула, Кемаль-паша умер и был похоронен в Стамбуле.
Согласно И. Х. Узунчаршилы, в период правления Мехмеда II Кемаль-паша занимал посты дефтердара и визиря.  Кемальпашазаде упоминал в письме к шехзаде Баязиду Кемаля-пашу,  который был назначен визирем в 1468 году после смещения Махмуд-паши и умер в 1470 году, но не уточнял, что это его дед. Османский поэт посвятил  «Дафтардару Кемалю-паше» касыду.
Сына Кемаль-паши (отца Ахмеда) звали Сулейман-челеби. Он в 1474 году занимал пост мухафиза Амасьи и был в свите Баязида II, когда тот был санджакбеем Амасьи, затем в 1478 году Сулейман стал санджакбеем Токата и умер в Стамбуле. Матерью Кемальпашазаде была дочерью (сестрой) одного из кадиаскеров Мехмеда II, Кюпелиоглу Мухиддина Мехмеда, её семья имела иранские корни. Ахмед родился 15 мая 1469 года в Токате, Эдирне, или Амасье.
Ахмед изучал Коран, арабский и персидский языки, логику и литературу в Амасье. Позже он служил в армии как сипахи и участвовал в походах Баязида II. По словам Ташкопрюзаде, однажды на встрече у Чандарлы Ибрагима-паши Ахмед увидел, что  ученый Молла Лютфи сидит выше знаменитого командира акынджи Эвреносоглу Ахмеда. После этого Ахмед решил, что лучше быть ученым, чем военным. Это произошло не позднее 1492 года.
Ахмед посещал уроки Моллы Лютфи в дарулхадисе  (медресе для изучения хадисов) Эдирне, затем учился у Кестели Муслихуддина Мустафы, Хатибзаде Мухиддина Эфенди, Синана Эфенди и Абдуррахмана Эфенди.
Кадиаскер Анатолии Муейедзаде Абдуррахман оказал ему протекцию и в июле 1503 года Ахмед был назначен мюдеррисом (преподавателем) медресе Али-бея в Эдирне с оплатой 30 акче в день. Он получил заказ на написание истории Османской империи на османском языке (аналога «Восьми кругов рая» Идриса Бидлиси) за 33 000 акче. В 1505 году он был отправлен в медресе Исхака-паши в Скопье с оплатой 40 акче в день, год спустя вернулся в Эдирне в медресе Халебие и Уч Шерефели, в 1508 году преподавал в медресе Сахни Семане в Стамбуле, а в 1511 году вернулся в Эдирне в медресе Баязида.
Во время правления султана Селима I он написал трактат (рисала) с критикой шаха Исмаила. Он критиковал шиитов и заявлял, что война против Сефевидов будет джихадом. После возвращения Селима в Стамбул из Кальдырского похода он был назначен кади Эдирне (20 августа 1515 года), а 12 сентября 1516  — кадиаскером Анатолии. 
На этом посту он участвовал в египетской кампании Селима и принимал участие в переписи населения захваченного Египта в качестве помощника бейлербея Египта Хаир-бея. Он снискал большое уважение султана. По слухам, когда грязь из под копыт его лошади забрызгала одежду султана, Селим велел после своей смерти покрыть саркофаг  этим кафтаном, поскольку «грязь из-под ног ученого — украшение и источник счастья».
По неизвестной причине 13 апреля 1517 года Ахмед был снят с должности (возможно, причиной было выступление Ахмеда против казни плененного султана Египта Туман-бая), но 28 апреля 1517 года — восстановлен в ней. 
Согласно Саад эд-дину, уставшие от долгого пребывания в Египте чиновники обратились к Ахмеду с просьбой повлиять на султана и ускорить возвращение в Стамбул. Этот эпизод демонстрирует силу влияния Кемальпашазаде на султана.
В 1518 году Ахмеду было поручено исполнять обязанности эмина при проведении межевания (takrir) в Карамане, в начале 1520 года он был назначен мюдеррисом сначала в дарулхадис Эдирне с оплатой 100 акче в день, а в 1522 году — в медресе султана Баязида. В 1524 году он продолжил свою службу в медресе Фатиха в Стамбуле. В мае 1526 года он был назначен шейхом аль-исламом вместо скончавшегося Зенбилли Али Эфенди.
16 апреля 1534 года Кемальпашазаде умер и был похоронен на кладбище завии Махмуда Челеби. В 1971 году его захоронение было перенесено в связи со строительством дороги.

## Труды
Как учёный, который хорошо знал арабский и персидский языки, он написал большинство работ на арабском языке. Он был автором более 200 трактатов (многие из которых короткие рисдалы), статей и книг на арабском и турецком языках, среди них работы по медицине, истории, философии, поэзии, написал толкования и комментарии к Корану . Ему принадлежит труд «Летопись династии Османа» (осман. تواريخ آل عثمان). 
Некоторые из его работ:
- «Тонкости истин» (Dakâyıku’l-Hakâyık)
- месневи "Юсуф и Зулейха"
- «Картинная галерея» (Nigaristan)
- Диван
- İdrisi Bitlisi’nin Heşt Behişt Tercümesi
- Zagyir ve Tenkîh
- Islâh-ı Mefatih
- Keşşâf’a Na-tamâm Bir Haşiye
- Şerhu Mefatih, Mühimmat
- Makîtu’l-Luga
- «Хроники дома Османа» (Tevarih-i Al-i Osman, تواريخ آل عثمان)  описывают события между воцарением Баязида II в 1481 году и битвой при Мохаче в 1526 году во время правления  Сулеймана I.

Х. Иналджик назвал его „величайшим из всех османских историков“.